# Лицей № 1 (Пермь)
Муниципальное бюджетное общеобразовательное учреждение Лице́й № 1 — муниципальное общеобразовательное учреждение города Перми. Первый в истории Прикамья и один из первых в после царской России. Осуществляет углубленную подготовку в системе непрерывного образования «школа — вуз», решающей проблему подготовки специалистов-исследователей.

## Структура
Лицей на сегодняшний день представляет собой 8 отделений в 5 учебных корпусах расположенных в трех районах города (Ленинском, Дзержинском и Кировском).
В лицее осуществляется углублённая профильная довузовская подготовка. Учебный план складывается из трёх модулей: общеобразовательного, профильного (до трёх предметов), а также углублённого изучения иностранного языка и физической подготовки. В программу включён научно-исследовательский практикум (один час в неделю): учащимся предлагается выбор из примерно 60 факультативов разной тематики и продолжительности, из которых они должны выбрать 136 часов занятий для выполнения исследовательских заданий. Обучение в десятом классе включает 120 часов учебно-исследовательской практики на базе пермских вузов.
На 2010 год в лицее обучался 821 лицеист в 33 классах.

### Отделения и классы
- Отделение начальных классов
- Отделение средних классов
- Естественнонаучное отделение
- Технологическое отделение
- Гуманитарно-математическое отделение
- Отделение промышленной экологии

## Педагогический коллектив
МОУ «Лицей № 1» является частью системы непрерывного образования «школа-вуз», представленном авторским коллективом:
- Лурье Л. И. — д.п.н., проф., директор лицея № 1;
- Трусов П. В. — д.ф.-м.н., проф., зав. кафедрой ПНИПУ;
- Столбов В. Ю. — д.т.н., доц., декан ЕНК ПНИПУ (до 2006 года), декан ФПММ ПНИПУ (с 2013 года);
- Бартоломей А. А. — д.т. н., член-корр. РАН, зав. кафедрой ПНИПУ;
- Вольхин В. В. — д.х.н., проф., зав. кафедрой ПНИПУ;
- Пальчиковский В. Г. — д.т.н., проф., зав кафедрой ПНИПУ;
- Ташкинов А. А. — д.ф.-м.н., проф., проректор ПНИПУ (c 2011 года ректор ПНИПУ);
- Черникова И. Ю. — к.п.н., доц., зам директора лицея № 1.

В лицее также преподавали профессора М. А. Слюсарянский (социология), А. Н. Аношкин (информатика), О. Л. Лейбович (культурология).
На 2010 год в лицее насчитывалось 107 кадровых преподавателей. Из них 5 докторов наук, 2 профессора, 23 кандидата наук, 12 доцентов. Государственные награды имеют 5 человек, отраслевые — 12.

## История школы
Лицей № 1 начал работу в 1989 году. Лицей стал первым в Перми средним учебным заведением, работающим в рамках авторской концепции непрерывной подготовки специалистов по системе «школа-вуз». Одновременно с лицеем был основан естественнонаучный колледж (ЕНК) Пермского государственного технического университета, действующий на правах факультета и образующий с лицеем единую систему углублённой довузовской и вузовской подготовки. С первого года существования акцент в лицее был сделан на приобретение знаний, воспитательный процесс носит преднамеренно смягчённые формы: отменены дневники, классные журналы, обязательная школьная форма и звонки, сообщающие о начале уроков.
В 2006 году факультет ЕНК был расформирован, но преемственность его кафедрами системы «школа-вуз» сохранилась.
В 1995 году при лицее открылась начальная школа. Лицей участвовал в общеевропейском образовательном проекте EDRUS, включавшем, в частности, преподавание на английском языке математики, информатики, физики, химии и биологии. В отчёте программы за 1996 год лицей был назван соответствующим высокому европейскому уровню довузовской подготовки.

### Директора лицея
- Лурье, Леонид Израилевич, 1989 — 2018
- Юзманов, Петр Робертович, 2018 — по наст. время

### Качество преподавания, награды, отличия
Учащиеся лицея неоднократно становились:
- призёрами Всероссийских предметных олимпиад[8];
- лауреатами всероссийских предметных и научно-исследовательских конкурсов среди школьников[9];
- победителями конкурсов исследовательских работ[10];
- результаты участия в прочих конкурсах учеников, преподавателей и школ[11].

В рейтинге 100 лучших школ Российской Федерации за 1999 год лицей находился на 4-м месте (на 2-м месте среди лицеев, первое место в регионах России).
Коллектив лицея — Лауреат премии Президента Российской Федерации 2002 года в области образования.
В 2006 году лицей занял первое место в конкурсе общеобразовательных учреждений Пермского края, активно внедряющих инновационные образовательные программы.
Лицей занял 13 место в рейтинге школ повышенного уровня восьми регионов России 2011 года.
Из выпускников лицея к 2000 году около 60 % после окончания вузов избирали научную карьеру (по сравнению с 8 % в среднем по России).